# Kanton Évry-Courcouronnes
Der Kanton Évry ist seit 2015 eine französische Verwaltungseinheit im Arrondissement Évry, im Département Essonne und in der Region Île-de-France.
Der Kanton ist identisch mit der Gemeinde Évry-Courcouronnes.

## Veränderungen im Gemeindebestand seit der landesweiten Neuordnung der Kantone
2019: Fusion Courcouronnes und Évry → Évry-Courcouronnes